# Многовид Ілса — Кейпера
Многовидом Ілса — Кейпера називається компактифікація евклідового простору {\displaystyle \mathbb {R} ^{n}} сферою {\displaystyle S^{\frac {n}{2}}}, де n = 2, 4, 8, та 16.
- n = 2: многовид Ілса — Кейпера дифеоморфний дійсній проективній площині {\displaystyle \mathbb {R} P^{2}}.

Для {\displaystyle n\geq 4} він є однозв'язним і має когомологічну структуру
- {\displaystyle n=4}: комплексної проективної площини {\displaystyle \mathbb {CP} ^{2}},
- {\displaystyle n=8}: кватерніонної проективної площини {\displaystyle \mathbb {H} P^{2}},
- n = 16: проективної площини Келі {\displaystyle \mathbb {O} P^{2}}.

Многовиди Ілса — Кейпера грають важливу роль у теорії Морса і в теорії шарувань.

## Властивості
- Теорема Ілса — Кейпера.[1] Нехай {\displaystyle M} зв'язний замкнутий многовид розмірності {\displaystyle n} (не обов'язково орієнтовний). Припустимо, на {\displaystyle M} існує функція Морса {\displaystyle f:M\to R} класа гладкості {\displaystyle C^{3}}, що має рівно три критичні точки. Тоді {\displaystyle n=}2, 4, 8 або 16 і {\displaystyle M} є многовидом Ілса — Кейпера.

- Теорема:[2] Нехай {\displaystyle M^{n}} компактний зв'язний многовид, на якому задано морсовське шарування {\displaystyle F}. Припустимо, що число {\displaystyle c} центрів шарування {\displaystyle F} більше числа сідлових точок {\displaystyle s}. Тоді існує рівно дві можливості:
  - {\displaystyle c=s+2}, у цьому випадку {\displaystyle M^{n}} гомеоморфно сфері {\displaystyle S^{n}},
  - {\displaystyle c=s+1}, у цьому випадку {\displaystyle M^{n}} є многовидом Ілса — Кейпера, причому {\displaystyle n=2,4,8} і {\displaystyle 16}.